# Rynek w Sztokholmie

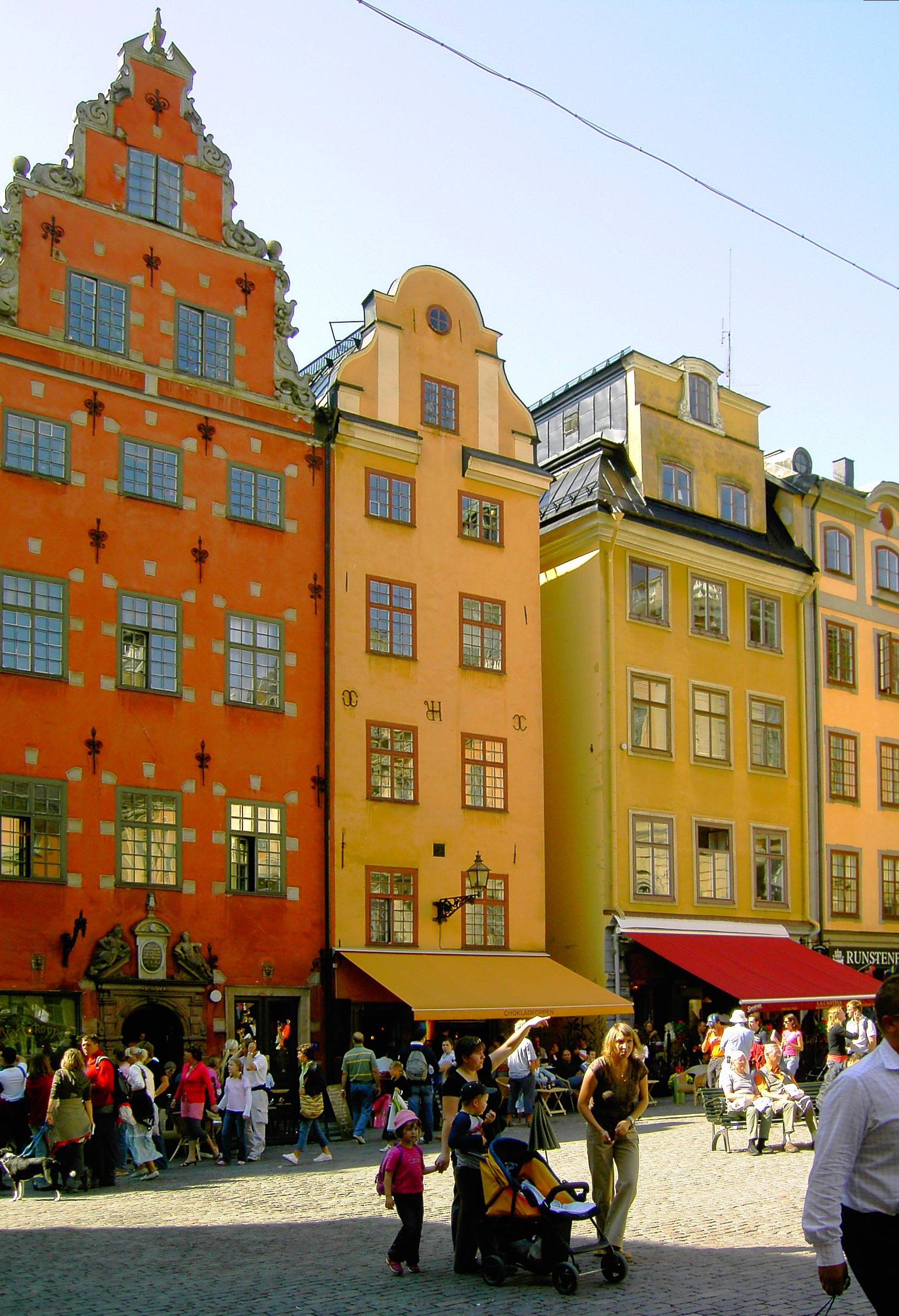
Rynek w Sztokholmie

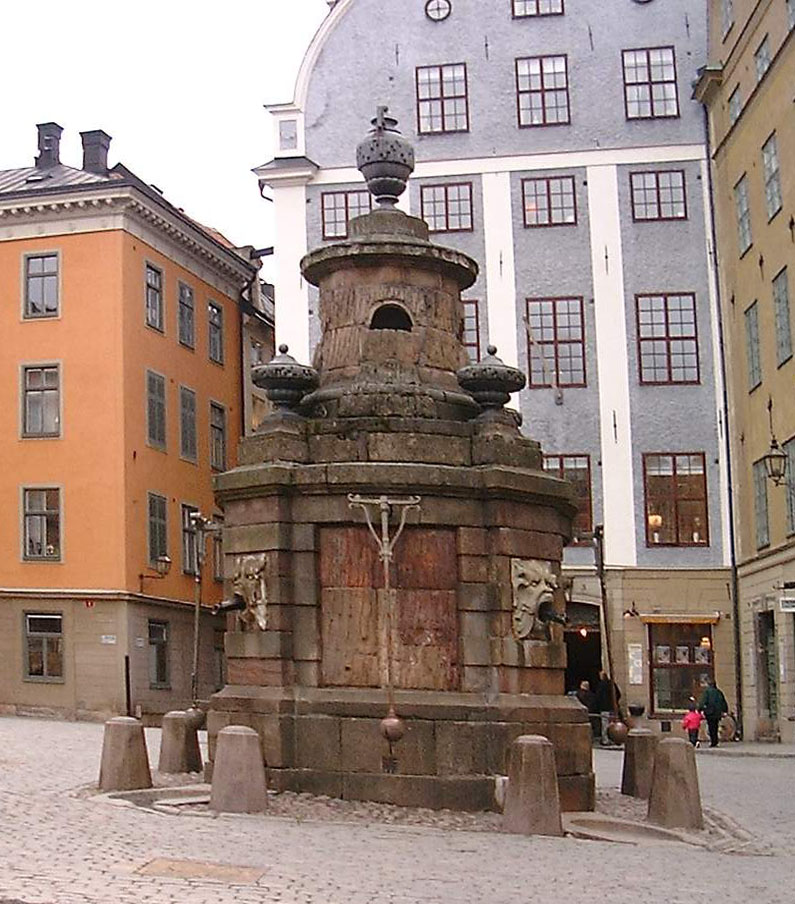
Studnia na rynku (Stortorgsbrunnen)

Rynek w Sztokholmie (szw. Stortorget)  – centralny punkt sztokholmskiej dzielnicy Gamla stan. 
We wczesnym średniowieczu znajdowało się na nim targowisko i studnia oraz odbywały się na nim zebrania rajców miejskich i wiece mieszkańców. Na rynku były ustawione także dyby i pręgierz zwany kåken po raz pierwszy wspomniany w związku z tzw. morderstwem Käpplinge (Käpplingemorden) w pierwszej połowie XV wieku. Pierwotnie pręgierz znajdował się na szczycie muru więzienia, a następnie podczas prac budowlanych związanych z budynkiem Giełdy Szwedzkiej został przeniesiony na plac Norrmalmstorg w 1771 roku.
Swój dawny wygląd rynek zachował na zachodniej pierzei, gdzie stoją m.in. czerwona kamienica Schantza i wąska kamienica Sefridta (obie z ok. 1650). Reprezentacyjny charakter zyskał dopiero po wybudowaniu giełdy.

## Historia
W listopadzie 1520 roku na rynku miała miejsce krwawa łaźnia sztokholmska, podczas której zginęło, z rozkazu króla Danii Christiana II, osiemdziesięciu dwóch szlachciców.

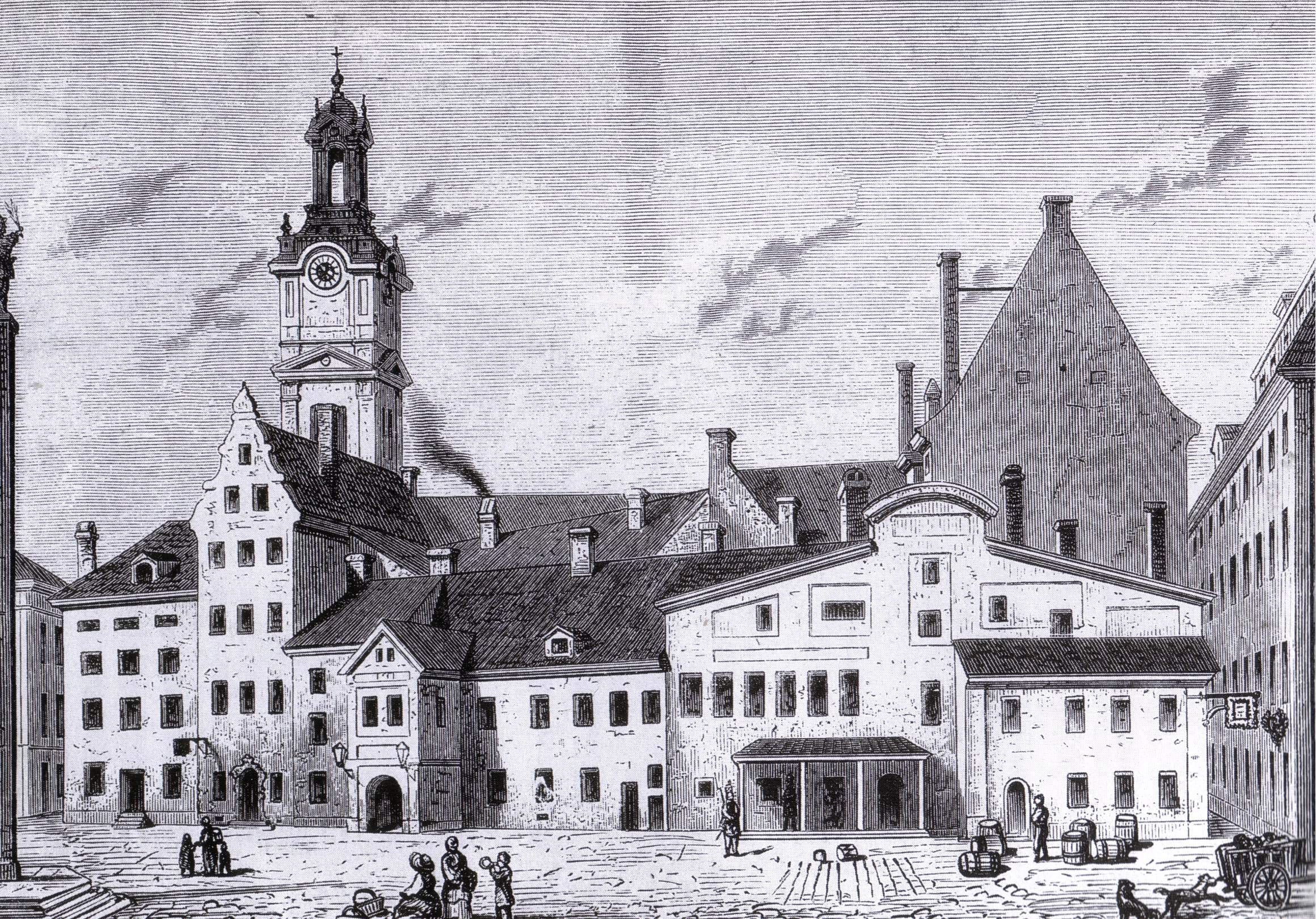
Ratusz według Erika Palmstedta z 1768 roku

## Architektura

### Budynek Akademii Szwedzkiej
Na placu znajduje się XVIII-wieczny budynek będący siedzibą Akademii Szwedzkiej, która co roku ogłasza nazwiska laureatów nagrody Nobla. W budynku znajduje się również Sztokholmska Giełda Papierów Wartościowych (Börshuset), a na parterze Muzeum Nobla i biblioteka Nobla.
Budynek został zaprojektowany przez Erika Palmstedta i zbudowany w latach 1773–1776.

### Kościół św. Mikołaja w Sztokholmie
Na Rynku znajduje się najstarsza świątynia Sztokholmu – kościół św. Mikołaja (szw. Storkyrkan), pochodzący z XII wieku, pierwotnie budowany w kształcie bazyliki. W nim koronowano królów Szwecji. W świątyni znajduje się rzeźba Bernta Notkego przedstawiająca św. Jerzego w walce ze smokiem.

### Grillska Huset

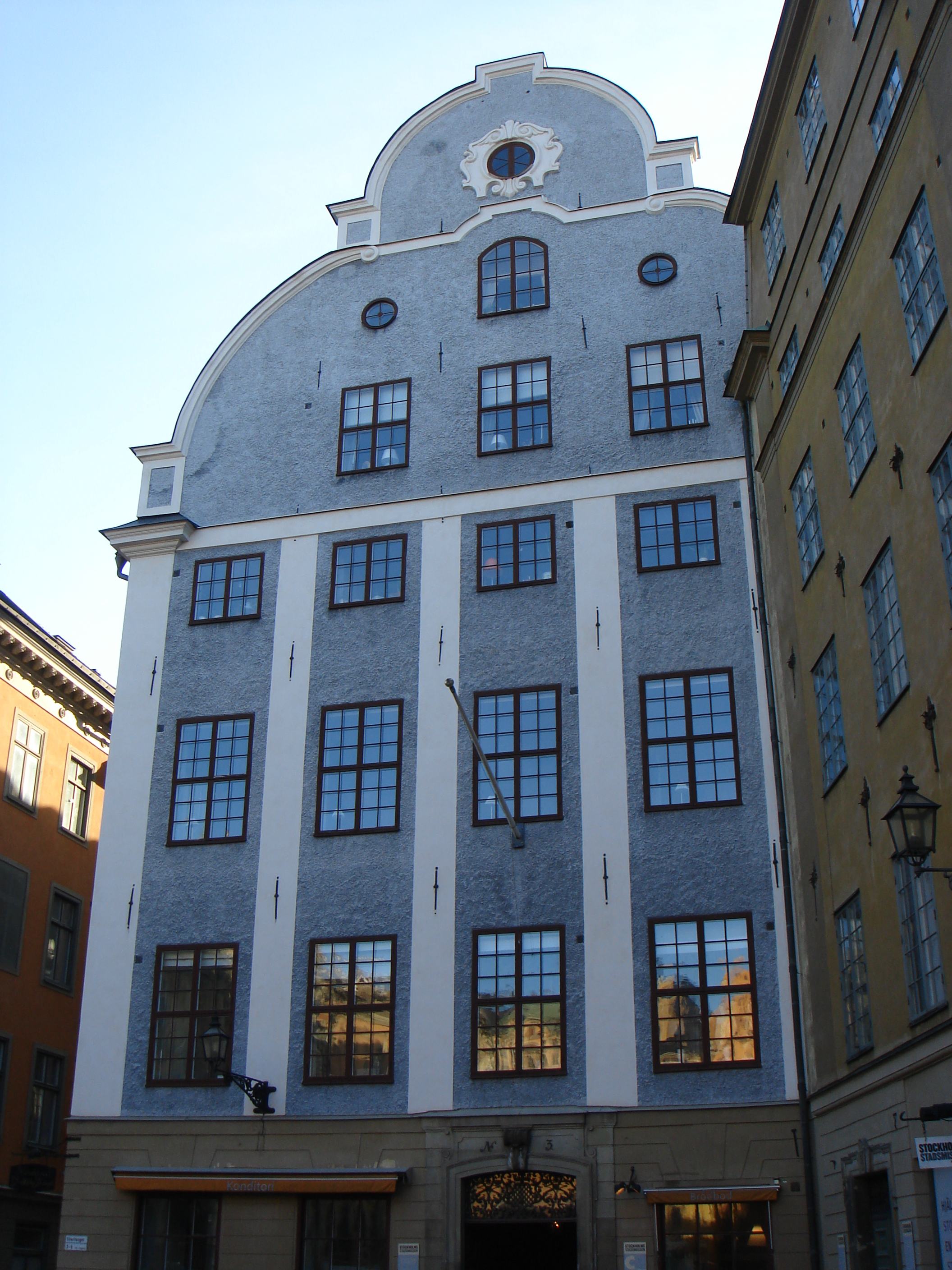
Grillska Huset

Jest to budynek, którego obecna fasada pochodzi z XVIII wieku, a pozostała część z okresu średniowiecza. Kształt nadano mu w 1649 roku, a ostatecznie podczas remontów w 1750 i 1914 roku. W kamienicy znajdują się barokowe dekoracje, a na parterze kawiarnia z tarasem Grillska Caféet. Nazwa budynku pochodzi z XVII wieku.

## Literatura
- Grzybowski S., Wielka Historia Świata, t. 6, Narodziny świata nowożytnego 1453-1605, Warszawa 2005, s. 558–559.